# إعلان نجاح لقاح شلل الأطفال

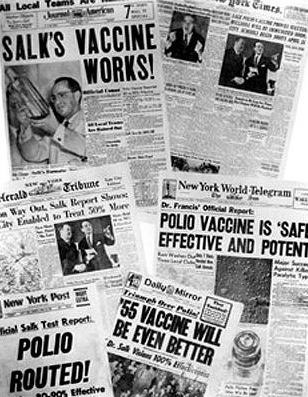
عناوين الصحف حول اختبارات لقاح شلل الأطفال (13 أبريل 1955).

أعلن الدكتور توماس فرانسيس جونيورمن جامعه ميشغان عن فعالية وسلامة لقاح شلل الأطفال في 12 أبريل عام 1955، في غضون دقائق من اعلانه لجمهور العلماء والمراسلين، نُقلت أخبار الحدث من الساحل إلى الساحل عن طريق الخدمات السلكية ونشرات الأخبار الإذاعية والتلفزيونية.
وعندما أعلن عن نجاح اللقاح، أدى ذلك إلى احتفالات عفوية في جميع أنحاء الولايات المتحدة. فلقد كان أول لقاح ناجح ضد شلل الأطفال في العالم، وأعلن أنه «آمن وفعال وقوي». وربما كان أهم تقدم طبي حيوي في القرن الماضي.
في عام 1954، وهو العام الذي سبق الإعلان، كان شلل الأطفال يقتل عددًا من الأطفال الأمريكيين أكثر من أي مرض معدي آخر. جُهز لقاح جوناس سولك لاختباراته الميدانية الثالثة والأخيرة. أصبح البرنامج الأكثر تفصيلاً من نوعه في التاريخ، حيث أنه ضم 20.000 طبيب ومسؤول صحة عامة و 64.000 موظف مدرسة و 220.000 متطوع. وساهم ما لا يقل عن مائة مليون شخص في مسيرة الدايمز، وتبرع سبعة ملايين شخص بوقتهم وعملهم.:138
حتى قبل الإعلان، انتشر التفاؤل والأمل على نطاق واسع حيث أن صندوق شلل الأطفال في الولايات المتحدة قد تعاقد بالفعل على شراء ما يكفي من لقاح سولك لتحصين تسعة (9) ملايين طفل وامرأة حامل في العام التالي. وفي جميع أنحاء العالم، وساعدت الأنباء الرسمية لإندفاع دولي فوري للتطعيم.

## إعلان نتائج الإختبار
في 12 أبريل 1955، أعلن الدكتور توماس فرانسيس جونيور من جامعة ميتشيغان، المراقب لنتائج الاختبار،«أن اللقاح آمن وفعال». وصدر هذا الإعلان في جامعة ميشيغان، تحديدا بعد 10 سنوات من اليوم التالي لوفاة الرئيس روزفلت، الذي كان مصاب بشلل الأطفال. باعتباره أول لقاح ناجح ضد شلل الأطفال في العالم، فقد أُعلن أنه «آمن وفعال وقوي». حيث قام بوصفه بعض الخبراء الطبيين بأنه أهم تقدم طبي حيوي في القرن الماضي.
ملأ الغرفة خمسمائة شخص، بما في ذلك 150 من مراسلي الصحافة والإذاعة والتلفزيون، 16 كاميرا تليفزيونية وشرائط إخبارية واقفة على منصة طويلة في الخلف؛ وشاهد البث 54000 طبيب جالسين في دور السينما في جميع أنحاء البلاد. قامت شركة إيلي ليلي بدفع 250 ألف دولار لبث الحدث. قام الأمريكيون بتشغيل أجهزة الراديو الخاصة بهم لسماع التفاصيل، وفتحت المتاجر مكبرات الصوت، وعلق القضاة المحاكمات حتى يتمكن كل شخص في قاعة المحكمة من الاستماع. وصف الممثل روبرت ريدفورد، الذي كان يبلغ من العمر 11 عامًا وكان ضحية لشلل الأطفال، الأمر بأنه «خبر مُزلزل». واستمع الأوروبيون إلى صوت أمريكا.
وصف بول أوفيت ‏ الحدث في فيلم وثائقي:
كتبت صحيفة نيويورك تايمز. «أفاد الدكتور فرانسيس أن اللقاحات كانت فعالة بنسبة 80 إلى 90 في المائة على أساس النتائج في إحدى عشرة ولاية. بشكل عام، تم إعطاء اللقاح لأكثر من 440.000 طفل في أربع وأربعين ولاية، وثلاث مقاطعات كندية وفي هلسنكي، فنلندا، وتطلب التقرير النهائي تقييم 144.000.000 عنصر منفصل من المعلومات. بعد الإعلان، ردا على سؤال حول ما إذا كان يمكن تحسين فعالية اللقاح، قال سولك، "نظريًا، قد تؤدي إجراءات التطعيم الجديدة لعام 1955 إلى حماية بنسبة 100 في المائة من الشلل لجميع الذين طُعموا.»

## ردود الفعل الأولية

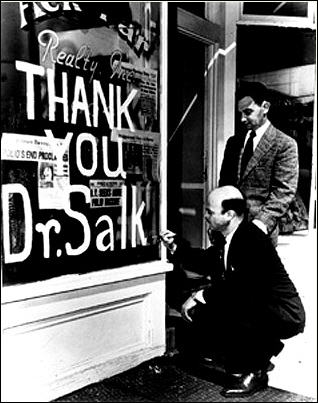
صاحب متجر يعرب عن امتنان الأمة لاكتشاف الدكتور سالك (13 أبريل 1955).

في غضون دقائق من إعلان فرانسيس أن اللقاح آمن وفعال، تم نقل أخبار الحدث في جميع أنحاء العالم من خلال وكالات الأنباء ونشرات الأخبار الإذاعية والتلفزيونية. واعتبرت ردود الفعل هذه من قبل الجمهور ووسائل الإعلام مبررة بسبب تاريخ المرض. في بداية القرن العشرين، على سبيل المثال، خلال وباء شلل الأطفال عامي 1914 و 1919 في الولايات المتحدة، أجرى الأطباء والممرضات عمليات بحث من منزل إلى منزل لتحديد جميع الأشخاص المصابين. ثم نقل الأطفال المشتبه في إصابتهم إلى المستشفيات ووضع أسرة الطفل في الحجر الصحي حتى التأكد من عدم اصابتهم، وفي حال موت الطفل بالمستشفى غير مصرح لذويهم حضور الجنازة.
نيويورك وحدها كان لديها 9023 حالة في عام 1916، منها 2448 (28٪) أسفرت عن وفاة وعدد أالكبر في الشلل.على مر السنين، ومع البدء بتسجيل المزيد من حالات المرض في مختلف الولايات، زاد عدد الضحايا. تم الإبلاغ عن ما يقرب من 58000 حالة شلل الأطفال في عام 1952، مع وفاة 3145 شخصًا و 21269 مصابًا بشلل خفيف إلى إعاقة.
علق المؤرخ ويليام أونيل على رد فعل الجمهور على الطاعون، فقال: كان مواطنو المناطق الحضرية مرعوبين كل صيف عندما كان الوباء في أسوأ حالاته. وذكر فيلم وثائقي على قناة بي بي إس أنه "بصرف النظر عن القنبلة الذرية، كان شلل الأطفال أعظم مخاوف أمريكا.
حيث أن العلماء والقادة السياسيين كانوا في سباق محموم للوقاية من المرض أو علاجه. باسل أوكونور، رئيس الصليب الأحمر الأمريكي، كلفه الرئيس روزفلت بفعل كل ما هو ضروري للتأكد من إنتاجية اللقاح. شمل ذلك السماح للمؤسسة الوطنية لشلل الأطفال، وهي المنظمة الأساسية لجمع التبرعات، بالاستدانة لمساعدة سولك في إكمال أبحاثه واختباراته. أصبح تفاني O'Connor لهذه المهمة مهووسًا تقريبًا عندما أخبرته ابنته، وهي أم لخمسة أطفال، أنها أصيبت بالمرض قائلة: "لقد أصبت ببعض شلل الأطفال لديك. كما كتب دينيس دينينبيرغ: " كان سالك يعمل ستة عشر ساعة في اليوم، سبعة أيام في الأسبوع، لسنوات ".
عندما تم الإعلان عن نجاح لقاح سالك، أدى ذلك إلى احتفالات عفوية في جميع أنحاء الولايات المتحدة: يقول بوكشين: «توقف العمل مع انتشار الأخبار». خططت إدارة أيزنهاور لمنح سولك ميدالية خاصة تحت تسميه «فاعل خير للبشرية» في حفل حديقة الورود.
كما أعلن أنه "انتصار للأمة بأسرها. وقال المؤرخ ويليام أونيل، إن جوناس سولك أصبح "مشهورًا عالميًا بين عشية وضحاها وفاز بالعديد من الجوائز". حصل على تنويه رئاسي، وسام الكونغرس الأول للخدمة المدنية المتميزة، وعدد كبير من الدرجات الفخرية والأوسمة ذات الصلة.
وفقًا لأونيل، أصبح 12 أبريل عطلة وطنية. ويتذكر:
لاحظ الناس لحظات من الصمت، قرعوا الأجراس، قرعوا الأبواق، أطلقوا صفارات المصانع، أطلقوا التحية، أبقوا أضواءهم الحمراء حمراء لفترات وجيزه، أخذوا بقية اليوم عطلة، أغلقوا مدارسهم، عانقوا الأطفال، وحضروا الكنيسة، وابتسموا للغرباء، وغفروا للأعداء.

## النتائج

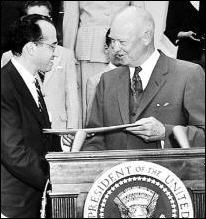
د. جوناس سالك يتسلم الميدالية الذهبية من الرئيس أيزنهاور (27 يناير 1956).

قبل ستة أشهر من إعلان سولك، انتشر التفاؤل والأمل حتى أن صندوق شلل الأطفال في الولايات المتحدة تعاقد بالفعل على شراء ما يكفي من لقاح سالك لتحصين 9 ملايين طفل وامرأة حامل في العام التالي. وفي جميع أنحاء العالم، دفعت الأخبار الرسمية إلى اندفاع دولي فوري للتطعيم. تشير المؤرخة الطبية ديبي بوكشين إلى أن إسرائيل التزمت بلقاح سولك قبل أيام فقط من إصدار التقرير النهائي، وبعد فترة وجيزة أعلنت كندا والسويد والدنمارك والنرويج وألمانيا الغربية وهولندا وسويسرا وبلجيكا عن خطط بدء حملات التحصين ضد شلل الأطفال باستخدام لقاح سولك أو الاستعداد للقيام بذلك بسرعة.
بحلول صيف عام 1957، بعد أكثر من عامين، وُزعت مائة مليون جرعة في جميع أنحاء الولايات المتحدة حيث أصبحت المضاعفات المبلغ عنها نادرة. فقد قام علماء من دول أخرى بالإبلاغ عن تجارب مماثلة: فقد أبلغت الدنمارك، على سبيل المثال، عن حالات قليلة فقط من بين 2500000 تم تطعيمهم. وأبلغت أستراليا عن عدم وجود شلل أطفال تقريبًا خلال موسم الصيف الماضي.
ومع ذلك، عانت البلدان الأخرى التي لم يكن اللقاح قيد الاستخدام فيها من الأوبئة المستمرة. في عام 1957، أبلغت هنغاريا عن انتشار وباء حاد يتطلب مساعدة دولية طارئة. بحلول النصف الأول من العام، كان لديهم 713 حالة تم الإبلاغ عنها ومعدل وفيات يبلغ 6.6 ٪، وكانت ذروة الإصابة في الصيف لا تزال في تقدم. أرسلت كندا شحنة لقاحات إلى هنغاريا على متن طائرة مبردة، وأرسلت بريطانيا والسويد رئة حديدية. بعد بضع سنوات، أثناء تفشي مرض شلل الأطفال في كندا، سرق «قطاع الطرق المقنعون» 75000 حقنة لقاح سولك من مركز أبحاث تابع لجامعة مونتريال.
بعد أشهر قليلة من إعلان نجاح اللقاح، وقع الرئيس الأمريكي أيزنهاور قانون المساعدة على التطعيم ضد شلل الأطفال لعام 1955، لضمان توزيع اللقاح على الجمهور. ونتيجة لذلك، تم إعطاء 30 مليون لقاح للأطفال في الولايات المتحدة في غضون عام، مما أدى إلى انخفاض حالات شلل الأطفال بمقدار النصف تقريبًا خلال تلك الفترة. بحلول عام 1962، انخفض عدد الحالات إلى أقل من 1000 حالة. في عام 1965، مع انخفاض إجمالي الحالات إلى 121 حالة، وصفها الجراح الأمريكي الجنرال لوثر تيري بأنها «انتصار تاريخي للطب الوقائي - لا مثيل له في التاريخ». في عام 1979 تم إعلان الولايات المتحدة خالية من شلل الأطفال.
على الصعيد العالمي، بحلول نهاية عام 1990، تم منع ما يقدر بنحو 500000 حالة شلل سنوية في جميع أنحاء العالم نتيجة لبرامج التحصين ضد شلل الأطفال التي نفذتها منظمة الصحة العالمية واليونيسيف والعديد من المنظمات الأخرى. في البلدان النامية، وصلت التقديرات إلى 350,000 حالة كل عام في عام 1988. نتيجة لذلك، في عام 2002، حُصّن أكثر من 500 مليون طفل في 93 دولة، وبحلول ديسمبر 2002، لم يكن هناك سوى 1924 حالة في جميع أنحاء العالم، وخاصة في الهند.